# Josef Bergmann (Gewerkschafter)
Josef „Pepp“ Bergmann (* 4. Oktober 1913 in Berlin; † 18. Februar 2005 in Hamburg) war ein deutscher Kommunist, Gewerkschafter, Widerstandskämpfer gegen den Nationalsozialismus und ein aktives Mitglied der KPD-O.

## Leben
Josef Bergmann war das sechste von acht Kindern des Rabbiners Judah Bergmann. Josef schloss sich früh der kommunistischen Jugendorganisation und danach 1928 der KPD-O an. Besonders beeinflussend war sein älterer Bruder Alfred Bergmann. Wegen politischer Aktivitäten wurde er 1929 gemeinsam mit seinem jüngeren Bruder Theodor Bergmann von der Schule relegiert und musste auf das Köllnische Gymnasium wechseln. Das Abitur bestand er dort 1931. Im selben Jahr nahm er ein Medizinstudium an der Friedrich-Wilhelms-Universität in Berlin auf und wurde 1933 nach der Machtübernahme der NSDAP zwangsexmatrikuliert.
Nach der Entlassung seines Bruders Alfred aus dem Konzentrationslager durch Kontakte des älteren Bruders Arthur, verweigerte der Vater Alfred die Aufnahme in die elterliche Wohnung. Hierdurch brachen die Differenzen zwischen Pepp und dem Vater auf. Er ging nun zunächst ins Saarland, wo er in Saarlouis eine Lehre zum Drucker begann und in der „Grenzarbeit“ seiner Organisation aktiv war. 1935 kehrte er nach Berlin zurück, wo er im Betrieb von Max Lichtwitz seine Lehre fortsetzte und eine wichtige Rolle in der Untergrundarbeit der KPD-Opposition spielte. In dieser Zeit lebte er bei seinem Onkel Willy Rosenzweig, einem Allgemeinmediziner. Nachdem er 1937 schon einmal zeitweilig von der Gestapo festgehalten worden war, emigrierte er nach der Reichspogromnacht im Januar 1939 über Paris, wo er u. a. August Thalheimer und Heinrich Brandler traf, nach Schweden, wo er in Stockholm unter anderem in der „Landesgruppe deutscher Gewerkschafter in Schweden“ aktiv war. Er gab dort zusammen mit seinem Bruder Theodor Politische Briefe heraus, in denen die beiden ihre Ideen über ein sozialistisch-demokratisches Nachkriegsdeutschland artikulieren.

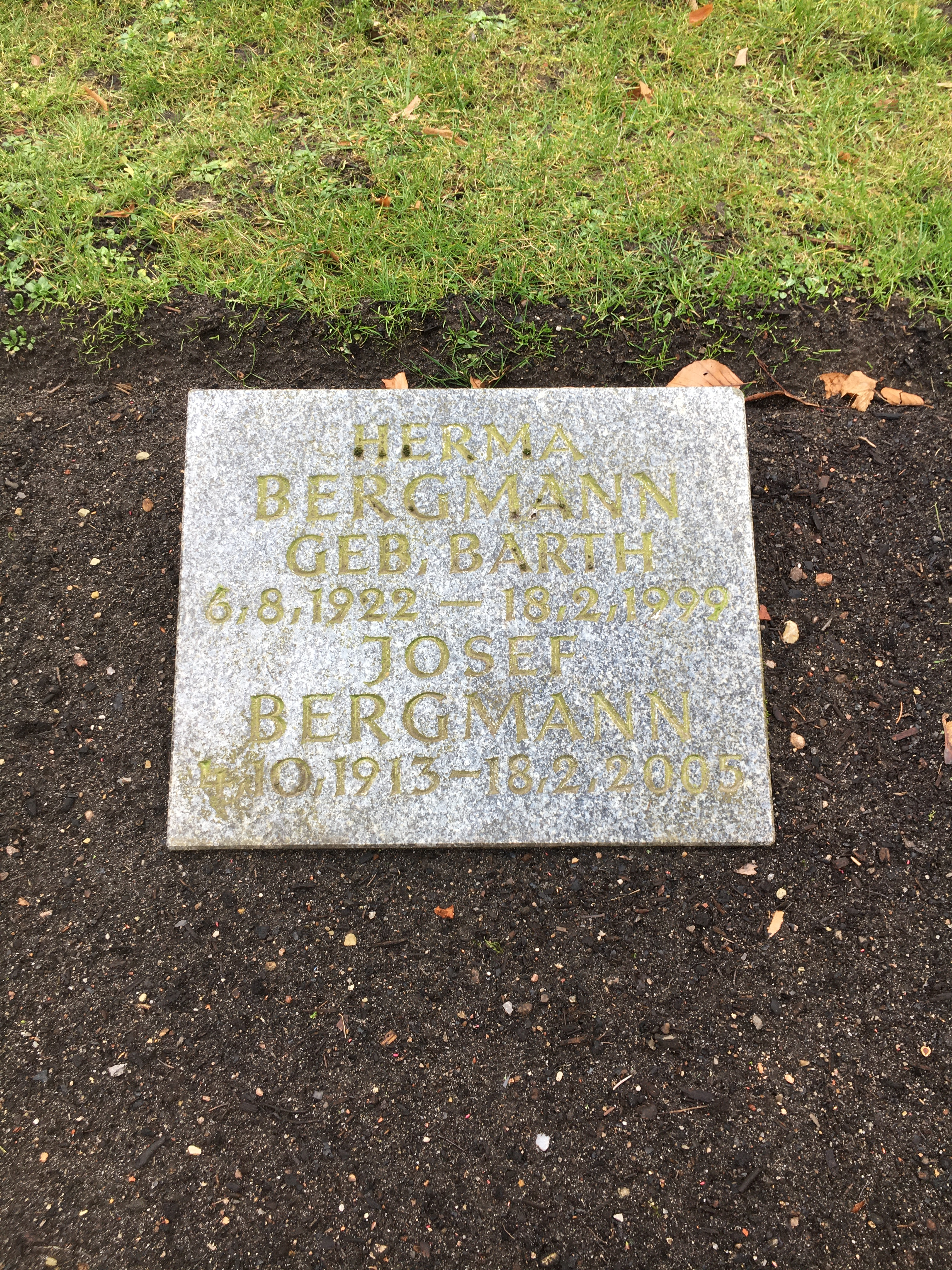
Grabstätte auf dem Friedhof Ohlsdorf

Nach seiner Rückkehr im April 1946 nach Deutschland wurde er als Komintern-Agent denunziert und von den britischen Behörden unter Nazi-Verbrechern und Wehrmachtssoldaten im Internierungslager Neuengamme interniert. Erst auf Druck des britischen Labour-Abgeordneten Archibald Fenner Brockway und des deutschstämmigen KPD-O-Genossen Wolf Nelki wurde er nach knapp sechs Monaten entlassen. Er wohnte nach der Entlassung aus dem Lager in Hamburg und arbeitete bis zu seinem Tod aktiv und leitend in der Gruppe Arbeiterpolitik, einer Nachfolgeorganisation der KPD-O. Der KPD gehörte er von 1946 bis zu seinem Ausschluss 1949 an. Beruflich war er nach einer fünfjährigen Tätigkeit als Volksschullehrer bis zu seiner Pensionierung 1976 wieder als Drucker tätig. Weiterhin war er aktives Mitglied der IG Druck und Papier/IG Medien. Als Betriebsratsvorsitzender in der Druckerei der Großeinkaufs-Gesellschaft Deutscher Konsumgenossenschaften (GEG) wurde er mit vorgeschobenen Begründungen 1959 fristlos entlassen und mit Polizeigewalt vom Betriebsgelände „entfernt“. Er engagierte sich u. a. in der Friedensbewegung, gegen die Operation Allied Force gegen Jugoslawien, für den Erhalt der Hafenstraße und für die Freilassung der Gefangenen aus der RAF.
Karl Heinz Roth schreibt in seinem Nachruf, dass Bergmann ein uneigennütziger, ungemein bescheidener und doch so energisch zupackender Mensch war. Eine privilegierte Existenz als Arbeiter- oder Gewerkschaftsbürokrat war das Letzte, was er sich vorstellen konnte. Er wolle nicht ohne Kontakt zu arbeitenden Menschen leben und hat darum immer in mittleren und kleinen Druckereibetrieben gearbeitet.
Er ist gemeinsam mit seiner Frau Herma auf dem Ehrenfeld der Geschwister-Scholl-Stiftung auf dem Hamburger Friedhof Ohlsdorf beigesetzt.